# Khairul Hairie
Khairul Hairie (* 9. April 2000 in Singapur), mit vollständigen Namen Khairul Hairie bin Abdul Hamid, ist ein singapurischer Fußballspieler.

## Karriere
Khairul Hairie erlernte das Fußballspielen in der Mannschaften der Singapore Sports School und der National Football Academy sowie in den Juniorenmannschaften der Lion City Sailors und Tampines Rovers. Seinen ersten Vertrag unterschrieb er am 3. Februar 2022 bei Geylang International. Der Verein spielte in der ersten Liga, der Singapore Premier League. In seiner ersten Profisaison bestritt er 15 Erstligaspiele. Zu Beginn der Saison 2023 wechselte er zu dem ebenfalls in der ersten Liga spielenden Tanjong Pagar United.